# Haidar Abdul-Jabar
Haidar Abdul-Jabar (en árabe: حيدر عبدالجبار كاظم‎; Irak; 25 de agosto de 1976) es un exfutbolista de Irak que jugaba en la posición de defensa. Desde 2021 es entrenador asistente de Irak U20.

## Carrera

### Club
| Periodo   | Club              |
| --------- | ----------------- |
| 1995–1998 | Al-Zawraa         |
| 1998–2001 | Salam Zgharta FC  |
| 2001–2003 | Al-Zawraa         |
| 2003–2007 | Al-Ittihad Aleppo |
| 2007–2008 | Al-Wehdat SC      |
| 2008      | Shabab Al-Hussein |
| 2008–2011 | Erbil SC          |
| 2011–2012 | Al-Zawraa         |

### Selección nacional
Jugó para Irak en 34 ocasiones de 1996 a 2006 sin anotar goles, participó en tres ediciones de la Copa Asiática y fue uno de los refuerzos de Irak U23 en los Juegos Olímpicos de Atenas 2004.

## Logros

### Club
- Liga Premier de Irak: 2

1995-96, 2008-09
- Copa Élite Iraquí: 1

2003
- Liga de Kurdistán: 1

2009-10
- Liga Premier de Siria: 1

2005
- Copa de Siria: 2

2005, 2006
- Liga Premier de Jordania: 1

2007-08
- Copa FA Shield de Jordania: 1

2008
- Supercopa de Jordania: 1

2008

### Selección nacional
- Campeonato de la WAFF: 1

2002